# Konzo
Pour les articles homonymes, voir Konzo (Burkina Faso).
 Mise en garde médicale

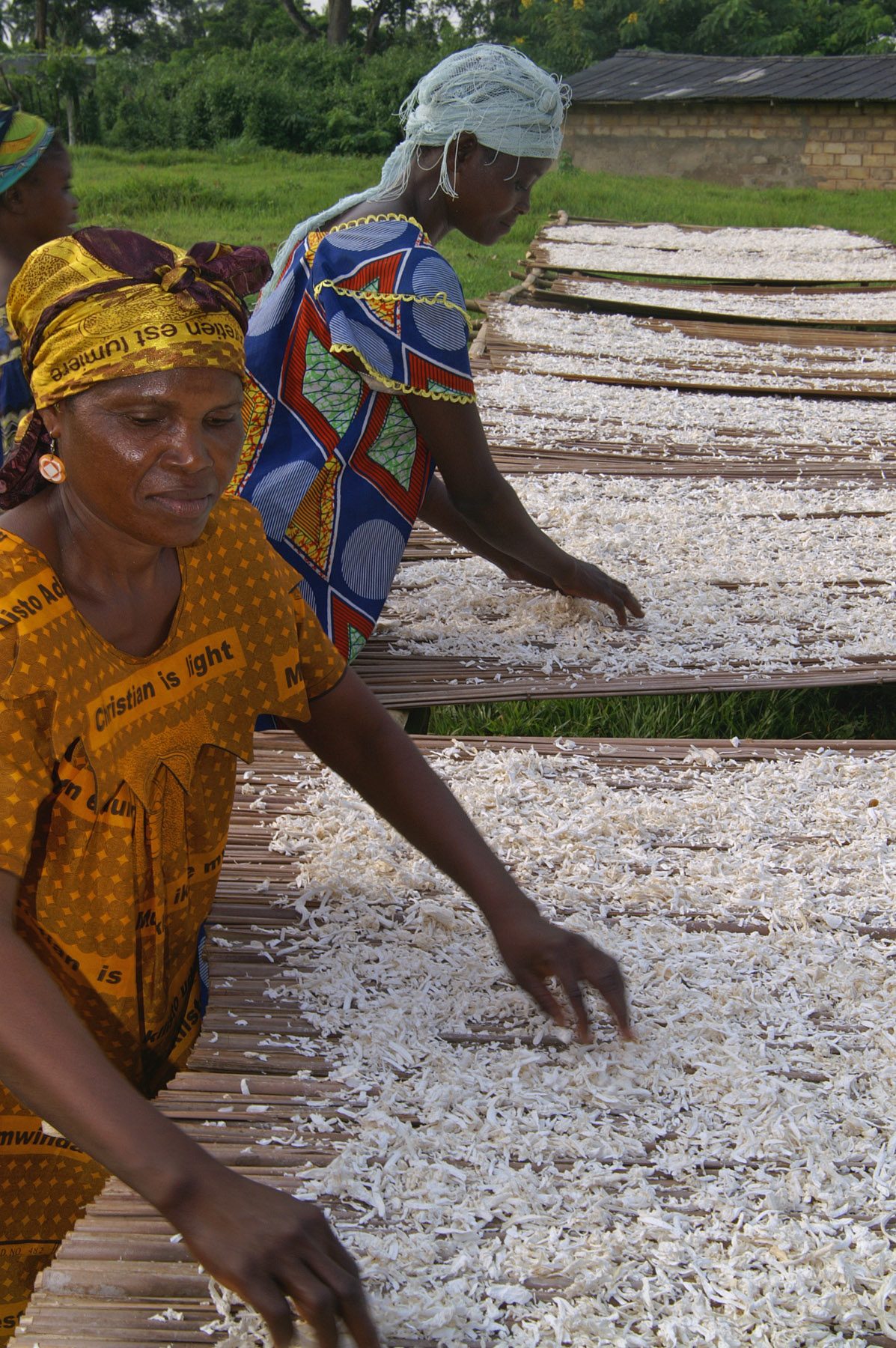
Séchage au soleil du manioc rapé, ici en République démocratique du Congo.

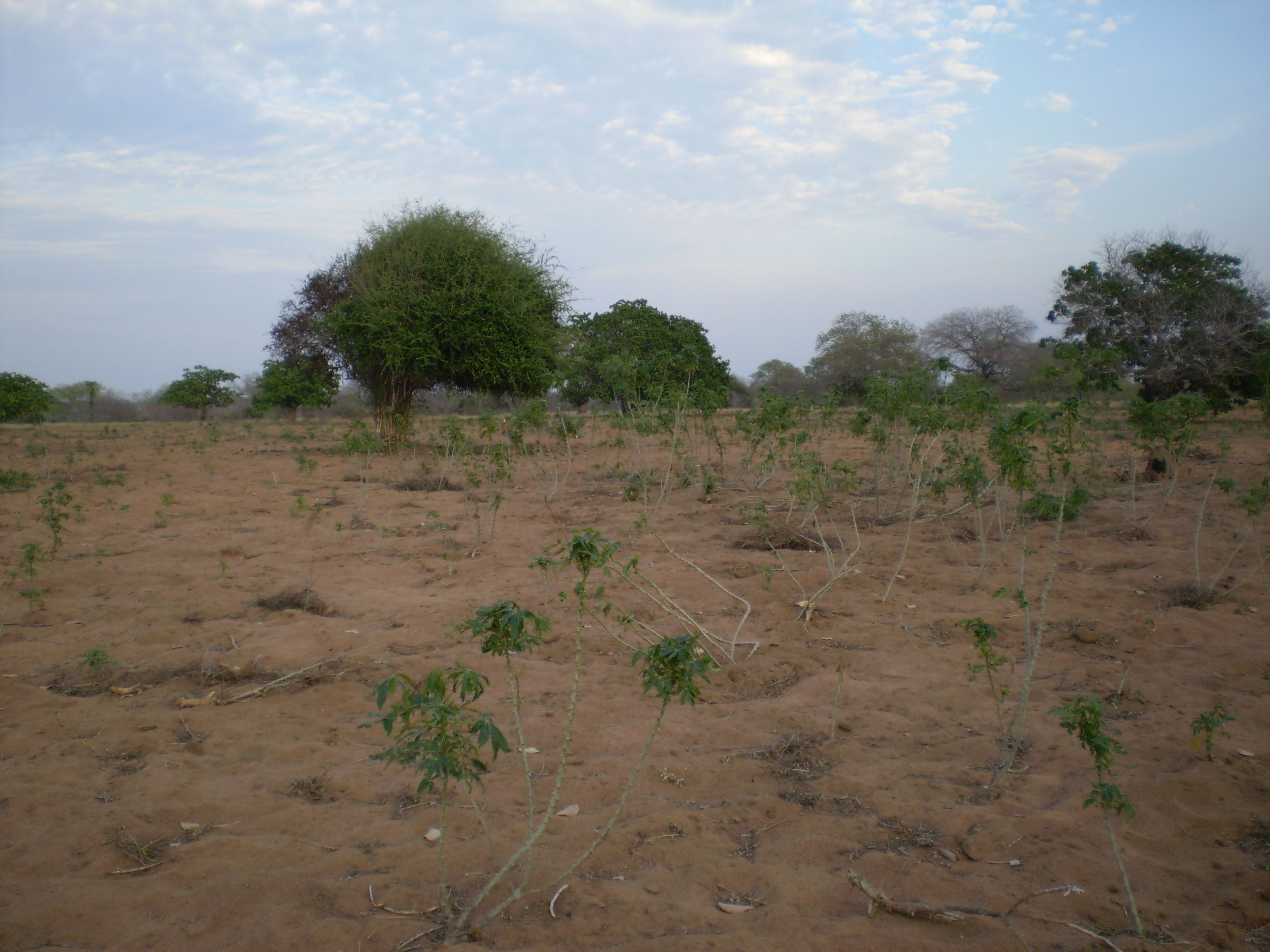
Champ de culture extensive de manioc (ou Cassava) au Mozambique.

Le Konzo est une maladie (paralysie, épidermique) induite par une intoxication chronique, par du cyanure d'origine alimentaire. Elle touche des zones rurales pauvres d'Afrique tropicale ou équatoriale,.
Cette maladie ressurgit périodiquement en période de famine, de sécheresse, de conflits et/ou dans des zones de grandes pauvreté quand des personnes sont obligées durant plusieurs semaines de consommer du manioc amer (Manihot esculenta) mal préparé (mal détoxifié).
Ce tubercule natif d'Amazonie est aujourd'hui cultivé dans une grande partie des zones tropicales du monde.
Ce manioc, qui supporte bien les sécheresses et sols très pauvres et/ou acides est devenu la troisième source alimentaire en Afrique tropicale, après le riz et le maïs. Mais il contient un précurseur du cyanure, qui ne peut être éliminé que par une préparation longue et nécessitant une certaine quantité d'eau.
Le régime nutritionnel est amélioré quand, en plus des racines tubérisées riches en féculent, on consomme les feuilles de la plante, riches en protéines et en certaines vitamines
Le konzo a d'abord été décrit en 1938 par Giovanni Trolli, qui a compilé les observations de huit médecins travaillant dans la région de Kwango du Congo belge (maintenant République démocratique du Congo).

## Occurrence
Des foyers de Konzo a été décrits ou signalés (souvent principalement chez des enfants et des femmes) en zone rurale pauvre au Congo, au Mozambique, (où la maladie est plus connue sous le nom de mantakassa), en Tanzanie, en république centrafricaine, au Cameroun et en Angola.
Le premier cas africain scientifiquement signalé s'est déclaré dans la province de Bandundu en république démocratique du Congo en 1936-1937. Le second l'a été dans la province de Nampula dans le nord du Mozambique en 1981. Dans chacun de ces foyers plus de 1000 personnes étaient affectées, et des groupes familiaux étaient fréquents.
Les épidémies apparaissent généralement en saison sèche dans les familles vivant dans la pauvreté absolue, qui n'ont plus pour manger, durant des semaines voire des mois, que du manioc amer mal préparé. Des épidémies plus modestes et des cas sporadiques ont aussi été signalés dans tous les pays précédemment cités.

## Symptômes
Le début de la paralysie (paraparésie spastique) est brutal, symétrique et affecte les jambes plus que les bras.
L'invalidité qui en résulte est permanente mais ne progresse pas.
Typiquement, le patient peut se tenir debout et marcher sur la pointe des pieds avec les jambes rigides et souvent avec un clonus au niveau de la cheville.
Les patients éprouvent généralement d'abord une faiblesse généralisée durant les premiers jours, puis ils sont alités quelques jours à quelques semaines avant d'essayer de marcher.
La vision est occasionnellement floue. Parfois le patient éprouve aussi des difficultés à parler (typiquement durant le premier mois, sauf chez les patients gravement atteints).
La spasticité apparait dès le premier jour, sans phase initiale de flaccidité.
Après de premières semaines d'amélioration fonctionnelle, la paraparésie spastique reste stable durant tout le reste de la vie.
En 2013 des effets neuropsychologiques du konzo ont été décrits en République démocratique du Congo par Boivin et al..
Certains patients peuvent souffrir d'un épisode aggravant brutal de la paraparésie spastique, aux conséquences permanentes. Ces épisodes semblent identiques à l'apparition initiale et peuvent donc être interprétés comme un second début.

## Gravité
La sévérité du konzo varie ; les cas vont d'une légère hyperréflexie au niveau des membres inférieurs à un handicap grave, le malade étant alité avec une paraparésie spastique, une faiblesse généralisée au niveau du tronc et des bras, des mouvements oculaires anormaux, et parfois une incapacité à parler et à voir.

Si la sévérité varie d'un patient à l'autre, les neurones moteurs supérieurs les plus longs sont toujours plus touchés que les plus courts. Ainsi, un patient konzo avec troubles de la parole présentera également toujours des symptômes graves dans les jambes et les bras.

## Diagnostic
En 2011, l'OMS recommande de baser le diagnostic du Konzo sur trois critères :
1. une anomalie spastique, symétrique et visible quand le patient est en train de marcher ou courir ;
2. une apparition en moins d'une semaine, suivie d'un cours non progressif chez une personne antérieurement en bonne santé ;
3. un réflexe bilatéralement exagérée au niveau du genou ou de la cheville, sans signes de maladie de la colonne vertébrale.

En fonction de sa gravité, le konzo est divisé en trois catégories :
- « doux » quand les individus sont capables de marcher sans soutien ;
- « modérée » quand les individus ont besoin d'une ou deux béquilles, canes ou bâtons pour marcher ;
- « sévère » quand la personne affectée est incapable de marcher sans aide.

### Diagnostic différentiel
- Les symptômes cliniques du konzo sont étonnamment proches de ceux du lathyrisme et également semblables à ceux de la paraparésie spastique tropicale et de la paraparésie spasmodique héréditaire, à la différence près que ces deux derniers troubles ont un début d'évolution bien plus lent.
- Le konzo est aisément distingué de la poliomyélite qui est une paralysie flasque et qui affecte le plus souvent asymétriquement le malade.
- Il existe une myéloneuropathie distincte, également associée à l'apport de cyanogène provenant du manioc : c'est la neuropathie ataxique tropicale (TAN), décrite pour la première fois en 1968 dans certaines parties du Nigeria par B.O. Osuntokun. 
Les deux maladies coexistent toujours dans les mêmes zones[12],[13].

## Étiologie
Les spécificités en termes de lésion neurologique ne sont pas encore clairement comprises, mais diverses études ont associé l'apparition de la maladie à une ingestion trop élevée de cyanure (provenant d'un régime monotone de manioc amer) croisée à un apport trop faible en protéines (avec en particulier un manque d'acides aminés soufrés (qui sont vitaux pour permettre au corps de se désintoxiquer du cyanure en le transformant en thiocyanate évacué dans l'urine.
L'incidence mensuelle du konzo est significativement corrélée au taux d'enfants ayant une forte teneur urinaire en thiocyanate (réputée bien refléter la consommation de cyanure).
L'importance d'une carence alimentaire en acides aminés soufrés d'origine protéique a été démontrée ou confirmée à partir de l'étude de trois épidémies de konzo non liées entre elles ; au Mozambique, en Tanzanie et en RDC.

Dans ces trois cas, des habitants du même groupe ethnique vivant à seulement 5 km de ceux qui étaient victimes du konzo étaient presque tous épargnés, a priori car : au Mozambique ils vivaient près de la mer, en Tanzanie ils vivaient près du lac Victoria, riche en poissons, et en RDC ils vivaient près de la forêt tropicale.

## Prévalence
Les conditions d'apparition de la maladie ne semblent avoir été réunies que dans les régions les plus pauvres de six pays d'Afrique tropicale, mais la géographie de la maladie peut encore évoluer en raison du dérèglement climatique et d'éventuels conflits.
Le nombre de cas rapportés en 2009 s'élevait à 6788 mais la plupart des cas ne sont jamais répertoriés et on estime qu'il y aurait eu 100 000 cas environ pour la seule république démocratique du Congo en 2002.
La zone géographique touchée par le konzo grandit aussi avec la mise en culture de ce manioc par de nouvelles populations ayant peu de connaissance sur les moyens d'en retirer les substances cyanogènes,.
Certaines épidémies ont été induites par des guerres ou conflits locaux ou des sécheresses qui ont privé la population de leur nourriture habituelle (alors que la sécheresse accroit encore la teneur en cyanogène du manioc, de 2 à 4 fois.
ce qui fait aussi monter la teneur en cyanure de la farine,.
Le konzo est considéré comme endémique dans certaines régions.
- En Afrique de l'Est, les méthodes traditionnelles de traitement du manioc pour en éliminer les cyanogènes sont le séchage au soleil et la fermentation en tas ; elles sont inadéquates même les années où la pluviométrie est normale[21].
- En Afrique centrale, le trempage des racines de manioc dans l'eau durant 4 à 5 jours est adéquat, mais un trempage trop court (1-2 jours) laisse de grandes quantités de cyanogènes dans la farine et conduit au konzo[22].
- En Afrique de l'Ouest, le manioc est torréfié (donnant le gari, dont la teneur totale en cyanure descend à 10-20 ppm[21]. Aucun cas de konzo n'a été signalé à l'ouest du Cameroun, mais une autre maladie neurologique (neuropathie ataxique tropicale ou TAN) touche des personnes âgées dans le Sud-Ouest du Nigeria, de la Tanzanie, de l'Ouganda, du Kenya, des Antilles et du Sud de l'Inde, probablement à la suite d'une consommation à long terme de cyanogènes du manioc, à un niveau inférieur à celui qui déclencherait le konzo.

## Traitement et pronostic
Bien qu'aucun traitement n'ait à ce jour été découvert, il a été démontré que les victimes du konzo bénéficient beaucoup d'une aide à la réadaptation et à l'utilisation d'aides à la marche adéquates.
En République centrafricaine, des enfants ont été opérés de manière à allonger leur tendon d'Achille. Ceci a amélioré la position du pied, mais avec des conséquences à long terme encore incertaines.

## Prévention
Le konzo peut être prévenu par une amélioration du niveau de vie et de la culture, un meilleur accès à l'eau.
La « méthode de mouillage »,, permet d'éliminer une grande partie des cyanogènes résiduels de la farine de manioc : La farine de manioc est placée dans un bol et le niveau indiqué à l'intérieur du bol. De l'eau est ajoutée en mélangeant jusqu'à ce que la hauteur de la farine humide arrive à la marque. La farine humide est placée en couche mince sur un tapis pendant 2 heures au soleil ou 5 heures à l'ombre pour permettre l'échappement du cyanure d'hydrogène produit par la dégradation de la linamarine (par l'enzyme linamarase. La farine humide peut ensuite être cuite dans de l'eau bouillante de façon traditionnelle pour produire une sorte de porridge épais dit « foufou » ou « ugali », pouvant être parfumé de diverses façons (avec une sauce par exemple).

La méthode de mouillage est généralement bien acceptée par les femmes des communautés rurales car elle nécessite peu de travail et aucun équipement supplémentaire, et parce qu'elle produit du foufou non-amer (c'est la linamarine qui donne le goût amer du manioc non préparé).
En 2010, la méthode de mouillage a été enseignée aux femmes du village de Kay Kalenge, zone sanitaire de Popokabaka, dans la province de Bandundu (RDC), où il y avait 34 cas déclarés de konzo. Durant cette expérimentation, aucun nouveau cas de konzo est apparu. Et le taux de thiocyanate urinaire des écoliers est tombé à des niveaux sûrs.
Le konzo avait déjà été empêché par cette méthode préventive (pour la première fois) dans la zone où la maladie avait été découvert par le Dr Trolli en 1938. Quatorze mois après l'arrêt des opérations de sensibilisation, le village a été de nouveau visité. Il n'y avait pas eu de nouveaux cas de konzo, et les enfants de l'école avaient un faible taux de thiocyanate urinaire. La méthode de mouillage continuait à être utilisée et transmise par le bouche à oreille à trois villages voisins.
Il est important de clairement enseigner aux populations (aux femmes qui dans ces régions font traditionnellement la cuisine) que le konzo est dû à un poison naturellement présent dans le manioc, pour les amener à utiliser régulièrement la méthode de mouillage ; En 2011, des affiches étaient disponibles en 13 langues différentes comme aide à l'enseignement comme une méthode supplémentaire d'élimination des résidus Cyanogènes. En 2011 cette méthode de mouillage était utilisée dans 13 villages de RDC au bénéfice d'environ 10 000 personnes. Le temps de sensibilisation/formation a été réduit (passant de 18 mois à 12 mois dans la deuxième intervention, puis à 9 mois dans les troisième et quatrième interventions.
Cela a réduit les coûts de l'opération à 16 $ par personne. Cette méthode ciblée de réduction de l'apport alimentaire en cyanure s'est montrée moins coûteuse et plus efficace pour la prévention de konzo que les interventions plus larges.

## Étymologie
Le mot « konzo » dérive d'une expression africaine de la langue yaka du Sud-Ouest de la république démocratique du Congo qui signifie « jambes liées » ; Ce mot avait été utilisé par le Dr G. Trolli en 1938 puis repris par le Dr Hans Rosling et ses collègues, car décrivant bien la démarche spastique typique de ceux qui sont affligés.